# Ministerstwo Gospodarki (Izrael)
Ministerstwo Gospodarki (hebr.: משרד הכלכלה) – izraelskie ministerstwo odpowiedzialne za nadzorowanie przemysłu i pracy w państwie Izrael. Jego priorytetami są m.in. rozwój międzynarodowej działalności gospodarczej, rozwój wydajnego, dochodowego i konkurencyjnego przemysłu oraz promowanie w społeczeństwie zasad uczciwego handlu.
Utworzone zostało w 1949 jako Ministerstwo Przemysłu. Przez lata istnienia kilkukrotnie była zmieniana nazwa ministerstwa.

## Ministrowie
Lista ministrów gospodarki:
| Imię i nazwisko       | Początek kadencji   | Koniec kadencji     | Partia polityczna      | Rząd                     | Uwagi                    |
| --------------------- | ------------------- | ------------------- | ---------------------- | ------------------------ | ------------------------ |
| Perec Bernstein       | 14 maja 1948        | 10 marca 1949       | Ogólni Syjoniści       | 0.                       |                          |
| Eli’ezer Kaplan       | 10 marca 1949       | 1 listopada 1950    | Mapai                  | 1.                       |                          |
| Ja’akow Geri          | 1 listopada 1950    | 8 października 1951 | -                      | 2.                       | Nie był parlamentarzystą |
| Dow Josef             | 8 października 1951 | 24 grudnia 1952     | Mapai                  | 3.                       |                          |
| Perec Bernstein       | 24 grudnia 1952     | 29 czerwca 1955     | Ogólni Syjoniści       | 4., 5.                   |                          |
| Perec Naftali         | 29 czerwca 1955     | 3 listopada 1955    | Mapai                  | 6.                       |                          |
| Pinchas Sapir         | 3 listopada 1955    | 25 maja 1965        | Mapai                  | 7., 8., 9. 10., 11., 12. |                          |
| Chajjim Josef Cadok   | 25 maja 1965        | 22 listopada 1966   | Mapai, Koalicja Pracy  | 12., 13.                 |                          |
| Ze’ew Szerf           | 22 listopada 1966   | 15 grudnia 1969     | Koalicja Pracy         | 13., 14.                 |                          |
| Josef Sapir           | 15 grudnia 1969     | 6 sierpnia 1970     | Gahal                  | 15.                      |                          |
| Pinchas Sapir         | 1 września 1970     | 5 marca 1972        | Koalicja Pracy         | 15.                      |                          |
| Chajjim Bar-Lew       | 5 marca 1972        | 20 czerwca 1977     | -                      | 15., 16., 17.            | Nie był parlamentarzystą |
| Jigga’el Hurwic       | 20 czerwca 1977     | 1 października 1978 | Likud                  | 18.                      |                          |
| Gidon Patt            | 15 stycznia 1979    | 13 września 1984    | Likud                  | 18., 19., 20.            |                          |
| Ariel Szaron          | 13 września 1984    | 20 lutego 1990      | Likud                  | 21., 22., 23.            |                          |
| Mosze Nissim          | 7 marca 1990        | 13 lipca 1992       | Likud                  | 23., 24.                 |                          |
| Micha’el Charisz      | 13 lipca 1992       | 18 czerwca 1996     | Izraelska Partia Pracy | 25., 26.                 |                          |
| Natan Szaranski       | 18 czerwca 1996     | 6 lipca 1999        | Jisra’el ba-Alijja     | 27.                      |                          |
| Ran Kohen             | 6 lipca 1999        | 24 czerwca 2000     | Merec                  | 28.                      |                          |
| Ehud Barak            | 24 września 2000    | 7 marca 2001        | Jeden Izrael           | 28.                      |                          |
| Dalja Icik            | 7 marca 2001        | 2 listopada 2002    | Izraelska Partia Pracy | 29.                      |                          |
| Ariel Szaron          | 2 listopada 2002    | 28 lutego 2003      | Likud                  | 29.                      |                          |
| Ehud Olmert           | 28 lutego 2003      | 4 maja 2006         | Likud, Kadima          | 30.                      |                          |
| Eli Jiszaj            | 4 maja 2006         | 31 marca 2009       | Szas                   | 31.                      |                          |
| Binjamin Ben Eli’ezer | 31 marca 2009       | 17 stycznia 2011    | Izraelska Partia Pracy | 32.                      |                          |
| Szalom Simchon        | 18 stycznia 2011    | 22 stycznia 2013    | Niepodległość          | 32.                      |                          |
| Naftali Bennett       | 23 stycznia 2013    | 14 maja 2015        | Żydowski Dom           | 33.                      |                          |
| Arje Deri             | 14 maja 2015        | 3 listopada 2015    | Szas                   | 34.                      |                          |
| Binjamin Netanjahu    | 3 listopada 2015    | 1 sierpnia 2016     | Likud                  | 34.                      |                          |
| Mosze Kachlon         | 1 sierpnia 2016     | 23 stycznia 2017    | My Wszyscy             | 34.                      |                          |
| Eli Kohen             | 23 stycznia 2017    | 17 maja 2020        | My Wszyscy             | 34.                      |                          |
| Amir Perec            | 17 maja 2020        | 13 czerwca 2021     | Izraelska Partia Pracy | 35.                      |                          |
| Orna Barbiwaj         | 13 czerwca 2021     | 29 grudnia 2022     | Jest Przyszłość        | 36.                      |                          |
| Nir Barkat            | 29 grudnia 2022     |                     | Likud                  | 37.                      |                          |